# Заболотье (Пашковский сельсовет)
Заболотье (бел. Забалоцце) — деревня в составе Пашковского сельсовета Могилёвского района Могилёвской области Республики Беларусь.

## Географическое положение
Расположена рядом с небольшим болотом на левом берегу реки Лахва — правый приток Днепра, в 13 км к северу от областного центра. В 5 км к югу от деревни проходит автодорога республиканского значения М4 Минск — Могилёв.
Ближайшие населённые пункты: деревни Жуково, Лужки, Браково, Цвырково, Княжицы.

## История
В 1744 году упоминается как фольварк и деревня в Оршанском повете ВКЛ.